# 阿隆索德阿爾瓦拉多區
6°21′18″S 76°46′30″W / 6.3550°S 76.7751°W
阿隆索德阿爾瓦拉多區（西班牙語：Distrito de Alonso de Alvarado），是秘魯的一個區，位於該國中北部聖馬丁大區的拉馬斯省，始建於1964年12月29日，面積294.2平方公里，海拔高度1,100米，2005年人口11,903，人口密度每平方公里40人。